# دانشگاه لیبرتی غربی
دانشگاه لیبرتی غربی (WLU) یک دانشگاه دولتی در وست لیبرتی، ویرجینیای غربی است. این قدیمی‌ترین مؤسسه آموزش عالی ویرجینیای غربی است. در تیم‌های ورزشی این دانشگاه، معروف به Hilltoppers، تقریباً ۴۰۰ دانشجوی ورزشکار در ۱۸ رشته ورزشی بین دانشگاهی از جمله فوتبال، بسکتبال، کشتی، دوومیدانی، تنیس و بیس‌بال شرکت می‌کنند. این دانشگاه توسط کمیسیون سیاست آموزش عالی ویرجینیای غربی در نوامبر ۲۰۰۸ به دانشگاه تبدیل شد.